# Live at the Jazz Cafe
Albums de D'Angelo
Brown Sugar Voodoo
Live at the Jazz Cafe est un album live du chanteur D'Angelo. il fut enregistré en septembre 1995 au célèbre Jazz Cafe à Londres mais sortit seulement 3 ans plus tard, en 1998. Disponible seulement en importation du Japon, c'est un album difficile à se procurer et donc, généralement, assez cher. Une edition spéciale fut produite en avril 2000 avec un titre en plus: "Heaven Must Be Like This".

## Liste des titres
1. Me and Those Dreamin' Eyes of Mine (D'Angelo) – 4:52
2. Can't Hide Love (Skip Scarborough) – 4:09
3. Cruisin' (W Robinson, M Taplin) – 6:34
4. Sh*t, Damn, Motherf*cker (D'Angelo) – 5:37
5. Lady (D'Angelo, R Saadiq) – 7:03
6. Brown Sugar (D'Angelo, Ali Shaheed Muhammad) – 10:41
7. Heaven Must Be Like This (D'Angelo) [Japan Bonus Track]- 4:21

## Participants
- Kedar Massenburg 	- Producteur exécutif
- Angie Stone 	- Voix
- Jerry Brooks - Guitare basse
- Yoshitaka Aikawa 	- Directeur
- Mike Campbell - Guitare
- Karen Bernod - Voix
- Debbie Cole - Voix
- D'Angelo - Artiste principal